# Joseph Dubin
Pour les articles homonymes, voir Dubin (homonymie).
Joseph S. Dubin (né le 2 juin 1900 à Philadelphie, en Pennsylvanie et mort le 16 janvier 1961  à Sherman Oaks, dans la vallée de San Fernando, en Californie) est un compositeur et orchestrateur de musiques de films américain.
Il a composé de nombreuses chansons de courts métrages de Donald Duck et Dingo ainsi que quelques longs métrages de Walt Disney Pictures

## Filmographie partielle
- 1944 : Faces in the Fog de John English
- 1949 : Le Crapaud et le Maître d'école[1] de Clyde Geronimi, James Algar et Jack Kinney
- 1950 : Cendrillon (Cinderella) de Clyde Geronimi, Wilfred Jackson et Hamilton Luske
- 1950 : Donald blagueur (Out on a Limb) de Jack Hannah
- 1950 : Donald à la plage (Bee at the Beach) de Jack Hannah
- 1951 : Alice au pays des merveilles (Alice in Wonderland) de Clyde Geronimi, Wilfred Jackson et Hamilton Luske
- 1951 : Plutopia de Charles A. Nichols
- 1951 : Guerre froide (Cold War) de Jack Kinney
- 1951 : Dingo architecte (Home Made Home) de Jack Kinney
- 1951 : On jeûnera demain (Tomorrow We Diet) de Jack Kinney
- 1951 : Papa Dingo (Fathers are People) de Jack Kinney
- 1951 : Pluto et la Cigogne (Cold Storage) de Charles A. Nichols
- 1951 : Drôle de poussin (Chicken in the Rough) de Jack Hannah
- 1952 : L'Arbre de Noël de Pluto (Pluto's Christmas Tree) de Jack Hannah
- 1952 : Tic et Tac séducteurs
- 1952 : Le Verger de Donald
- 1952 : Uncle Donald's Ants
- 1952 : Hello, aloha
- 1952 : Tout doux, toutou (Man's Best Friend)
- 1952 : Dingo détective (How to Be a Detective)
- 1952 : Lambert le lion bêlant
- 1953 : La Fontaine de jouvence de Donald
- 1953 : Les Instruments de musique
- 1953 : Melody
- 1953 : Le Week-end de papa (Father's Week End)
- 1953 : L'Art de la danse
- 1954 : Tic et Tac au Far-West (The Lone Chipmunks) de Jack Kinney
- 1957 : L'Histoire d'Anybourg (The Story of Anyburg U.S.A.) de Clyde Geronimi
- 1960 : Les Dix Audacieux (Ten Who Dared) de William Beaudine